# 장죽수도
장죽수도(長竹水道)는 전라남도 진도군 조도면 장죽도와 상·하조도 사이에 있는 수도이다.

## 해양지명
- 제정 해양지명 : 장죽수도[1]
- 대표위치(WGS-84) : 34°20´32.6˝N, 126°04´23.8˝E
- 범위 : 전남 진도군 조도면 장죽도와 상·하조도 사이 길이 약 12 km, 폭 2.5-5.5 km 의 수도